# گرازانووو کوشچیلنه
گرازانووو کوشچیلنه (به لهستانی:  Gradzanowo Kościelne) یک روستا در لهستان است که در گمینا شمیانتکووو واقع شده‌است.